# لا کوئبا د رئا
لا کوئبا د رئا (به اسپانیایی: La Cueva de Roa) یک شهرستان در اسپانیا است.